# Jaroslav Burgr
Jaroslav Burgr (Velké Přítočno, 7 marzo 1906 – 15 settembre 1986) è stato un calciatore cecoslovacco, di ruolo difensore.
Verso la metà degli anni trenta era ritenuto tra i giocatori più forti della nazionale cecoslovacca.

## Carriera

### Club
Durante la sua carriera ha giocato principalmente con lo Sparta tra il 1926 ed il 1946.

### Nazionale
Esordisce in Nazionale il 3 marzo 1929 contro l'Italia (4-2). Il 22 settembre del 1935, scende in campo per la prima volta da capitano della Cecoslovacchia contro l'Ungheria, sfida persa 1-0. È capitano della Nazionale in altre sei occasioni fino al 1939, quando prende parte ai match della Boemia e Moravia. Con questa nuova selezione, debutta il 27 agosto 1939 contro la Jugoslavia (7-3) da capitano e gioca un secondo match, l'ultimo internazionale nella sua carriera, nuovamente con la fascia da capitano contro la Germania (4-4) il 12 novembre del 1939.
Totalizza 57 presenze con la Cecoslovacchia.

## Statistiche

### Record
- Primatista di presenze in Coppa dell'Europa Centrale (50).[2]

#### Con lo Sparta Praga
- Primatista di presenze in Coppa dell'Europa Centrale (50).[2]

## Palmarès

### Competizioni nazionali
- Campionato cecoslovacco: 6

Sparta: 1927, 1931-1932, 1935-1936, 1937-1938, 1938-1939, 1943-1944, 1945-1946

### Competizioni internazionali
- Coppa dell'Europa Centrale: 2

AC Sparta Praha: 1927, 1935